# Cyclothone pallida
El pez luminoso bicolor o luciérnaga bicolor (Cyclothone pallida) es una especie de pez, de la familia de los gonostomátidos o peces luminosos.
Su nombre científico deriva del griego kyklothen, que significa "en círculo, alrededor de", en alusión a su amplia distribución por todo el globo terrestre.

## Anatomía
Su longitud máxima descrita ha sido de 4'8 cm los machos y 7'5 cm las hembras. No tiene espinas en las aletas dorsal ni anal, con radios blandos alrededor de una docena en la aleta dorsal y docena y media en la aleta anal. Tiene color marrón desde claro a oscuro, transparente o ligeramente pigmentado en la zona inmediatamente anterior al origen de las aletas dorsal y anal, mientras que los radios de las aletas y la zona internasal está fuertemente pigmentada hasta el margen posterior del ojo.

## Distribución y hábitat
Es un pez marino oceánico batipelágico de aguas profundas, que habita en un rango de profundidad entre los 16 y 4663 metros, aunque usualmente entre 600 y 1800 m. Se distribuye ampliamente por el océano Atlántico, océano Pacífico y océano Índico, en aguas templadas y tropicales, entre los 61° de latidud norte y los 40° de latitud sur.
Es una especie mesopelágica a batipelágica, cuya profundidad depende de su estado de desarrollo. No realiza migraciones verticales diarias.